# Diplosoma retroversum
Diplosoma retroversum là một loài thực vật có hoa trong họ Phiên hạnh. Loài này được (Kensit) Schwantes mô tả khoa học đầu tiên năm 1926.